# Liste der Biografien/Vee
Liste der Biografien |
Portal Biografien |
Personensuche
# |
A |
B |
C |
D |
E |
F |
G |
H |
I |
J |
K |
L |
M |
N |
O |
P |
Q |
R |
S |
T |
U |
V |
W |
X |
Y |
Z |
?
 
Va |
Vd |
Ve |
Vh |
Vi |
Vj |
Vl |
Vn |
Vo |
Vr |
Vs |
Vt |
Vu |
Vy
 
Vea |
Veb |
Vec |
Ved |
Vee |
Veg |
Veh |
Vei |
Vej |
Vek |
Vel |
Vem |
Ven |
Veo |
Veq |
Ver |
Ves |
Vet |
Veu |
Vev |
Vex |
Vey |
Vez
Die Liste der Biografien führt alle Personen auf, die in der deutschsprachigen Wikipedia einen Artikel haben. Dieses ist eine Teilliste mit 96 Einträgen von Personen, deren Namen mit den Buchstaben „Vee“ beginnt.

## Vee
- Vee, Bobby (1943–2016), US-amerikanischer Rock 'n' Roll- und Popsänger
- Vee, Jimmy (* 1959), schottischer SchauspielerJimmy Vee (* 1959)

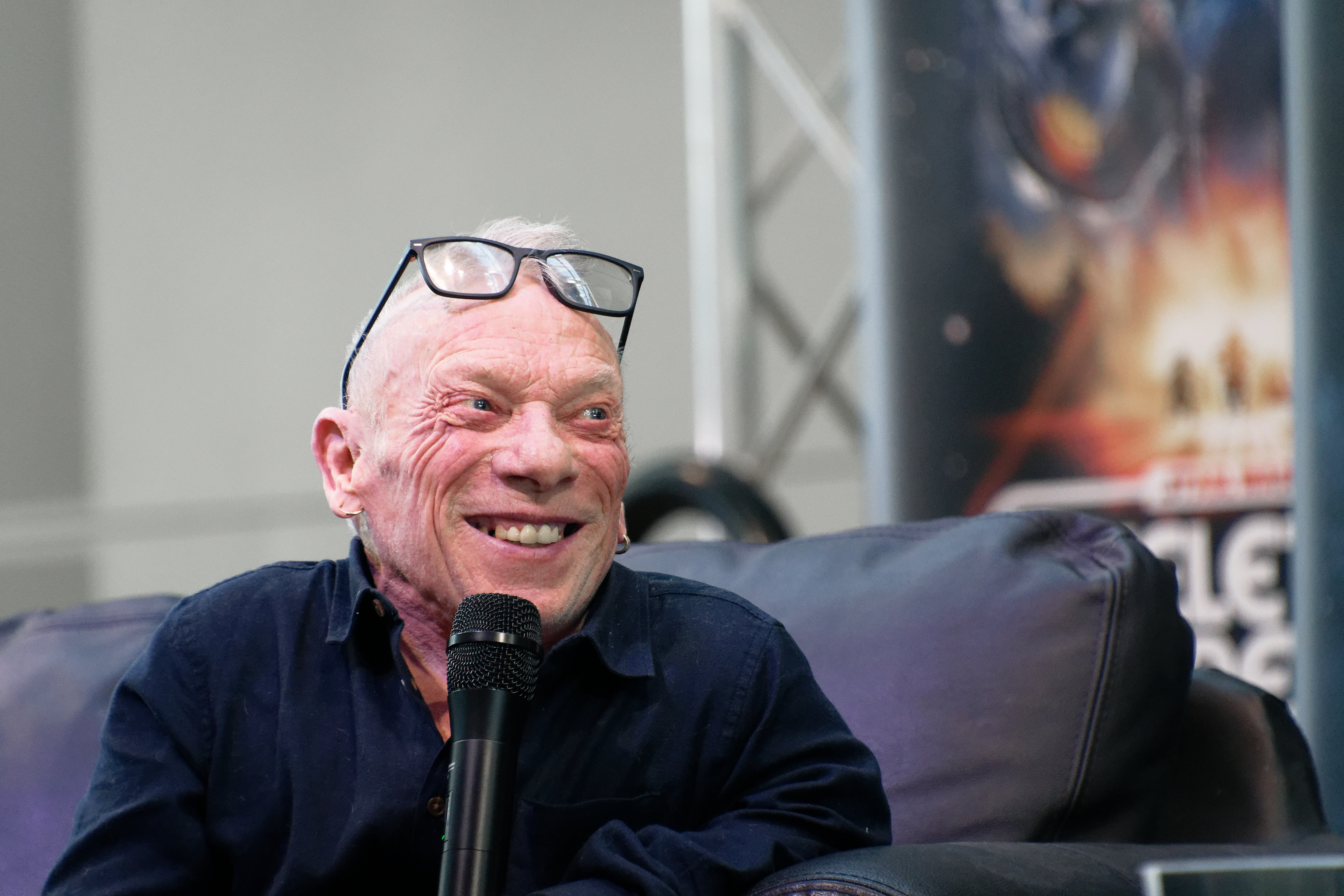
Jimmy Vee (* 1959)

- Vee, Vivien (* 1960), italienische Disco-Sängerin

### Veeb
- Veeber, Kuno (1898–1929), estnischer Maler

### Veec
- Veech, William (1938–2016), US-amerikanischer Mathematiker
- Veeck, Otto (1860–1923), deutscher Theologe
- Veeck, Walther (1886–1941), deutscher Prähistoriker; Spezialist für die Merowingerzeit

### Veed
- Veede, Einar (* 1966), estnischer Badmintonspieler
- Veeder, William D. (1835–1910), US-amerikanischer Politiker

### Veeg
- Veeger, Sem (* 1991), niederländische Schauspielerin

### Veeh
- Veeh, Albert Paul (1864–1914), deutscher Pionier der Luftschifffahrt
- Veeh, Carolin (* 1987), deutsche Fußballspielerin

### Veek
- VeeKay, Rinus (* 2000), niederländischer Rennfahrer

### Veel
- Veelers, Tom (* 1984), niederländischer Radrennfahrer
- Veelken, Winfried (* 1941), deutscher Jurist

### Veen
- Veen, Adriaan van (* 1989), deutsch-niederländischer Schauspieler, Model und Unternehmer
- Veen, Apollonia van († 1635), niederländische Malerin und Zeichnerin
- Veen, Babette van (* 1968), niederländische Schauspielerin und Sängerin
- Veen, Chris van (1922–2009), niederländischer Politiker (CHU und CDA) und Wirtschaftsmanager
- Veen, Claudia van (* 1976), deutsche Schauspielerin, Sängerin und Moderatorin
- Veen, Frans van der (1919–1975), niederländischer Fußballspieler
- Veen, Geertruyt van († 1637), niederländische Malerin
- Veen, Gerrit van der (1902–1944), niederländischer Bildhauer und Widerstandskämpfer
- Veen, Gertruida van (1602–1643), flämische Malerin
- Veen, Gian van (* 2002), niederländischer Dartspieler
- Veen, Gijsbert van († 1628), niederländischer Maler, Zeichner und Kupferstecher
- Veen, Hans-Joachim (* 1944), deutscher Hochschullehrer, Politologe
- Veen, Herman van (* 1945), niederländischer Sänger, Schriftsteller, Schauspieler, Liedertexter und LiederkomponistHerman van Veen (* 1945)

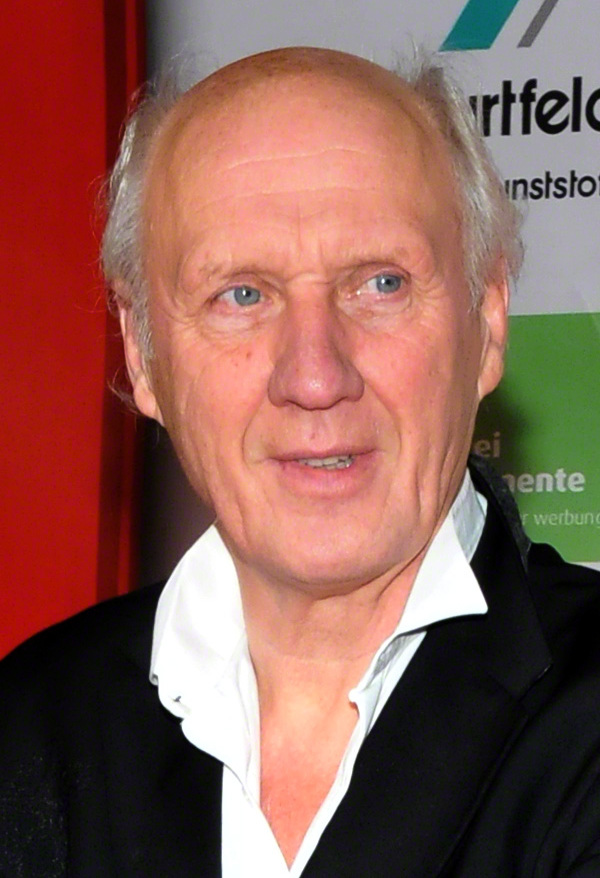
Herman van Veen (* 1945)

- Veen, Jan (* 1975), deutscher Fluglehrer und Berufspilot
- Veen, Karen van der (* 1966), südafrikanische Hürdenläuferin
- Veen, Marijn (* 1996), niederländische Hockeyspielerin
- Veen, Otto van (1556–1629), flämischer Maler und Zeichner
- Veen, Pieter Gert van der (* 1963), niederländischer evangelikaler Alttestamentler und Biblischer Archäologe
- Veen, Robbert Adrianus (* 1956), niederländischer mennonitischer Theologe
- Veen, Robert van der (1906–1996), niederländischer Hockeyspieler
- Veen, Sietze Douwes van (1856–1924), niederländischer Kirchenhistoriker
- Veen, Stephan (* 1970), niederländischer Hockeyspieler
- Veenemans, Ernst (1940–2017), niederländischer Ruderer
- Veenendaal, Albert van (* 1956), niederländischer Jazzpianist
- Veenendaal, Anne (* 1995), niederländische Hockeyspielerin
- Veenendaal, Frank van (* 1967), niederländischer Radrennfahrer
- Veenendaal, Sari van (* 1990), niederländische FußballtorhüterinSari van Veenendaal (* 1990)

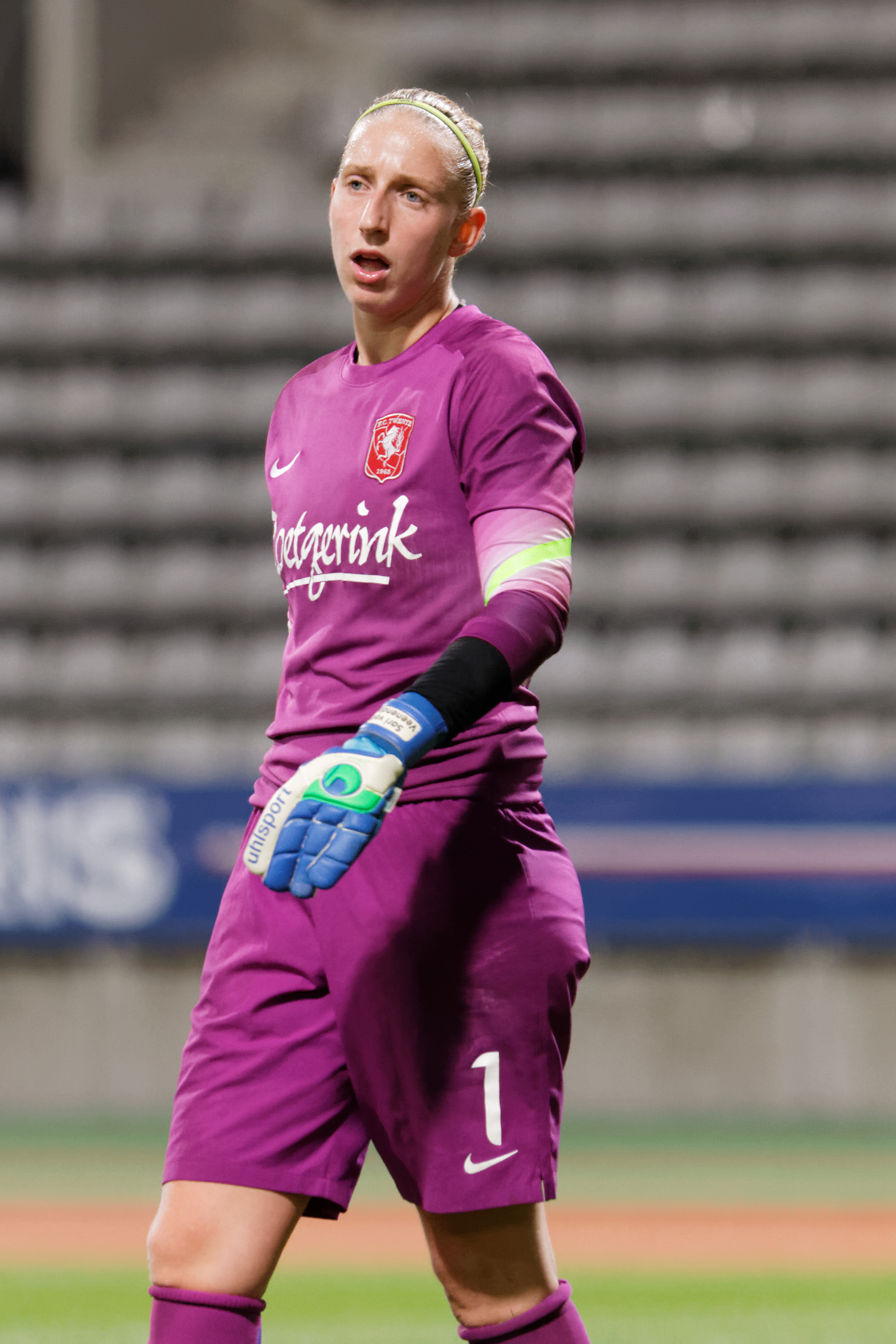
Sari van Veenendaal (* 1990)

- Veenendaal-van Meggelen, Fia van (1918–2005), niederländische Politikerin (PvdA, D ’70)
- Veenfliet, Georg Friedrich (1813–1896), deutsch-amerikanischer Revolutionär und Politiker
- Veenhof, Jan (* 1969), niederländischer Fußballspieler
- Veenhof, Klaas (1935–2023), niederländischer Altorientalist
- Veenhoven, Jacobine (* 1984), niederländische Ruderin
- Veenhuijsen, Coen van (1886–1977), niederländischer Stabhochspringer
- Veening, Cornelis (1895–1976), niederländischer Atemtherapeut
- Veenker, Wolfgang (1940–1996), deutscher Finnougrist
- Veens, Mark (* 1978), niederländischer Schwimmer
- Veenstra, Manon (* 1998), niederländische Radrennfahrerin
- Veenstra, Mark, US-amerikanischer Basketballspieler
- Veenstra, Michiel (* 1976), niederländischer DJ und Moderator
- Veenstra, Myrna (* 1975), niederländische Hockeyspielerin
- Veenstra, Richard (* 1981), niederländischer Dartspieler
- Veenstra, Simone (* 1971), deutsche Schriftstellerin, Journalistin und Verlegerin
- Veenstra, Tine (* 1983), niederländische Bobfahrerin
- Veenstra, Wiebren (* 1966), belgischer Radrennfahrer

### Veer
- Veer, Bas van der (1887–1941), niederländische Malerin, Zeichnerin und Illustratorin
- Veer, Ben ter (1935–2004), niederländischer Psychologe und Friedensforscher
- Veer, Cornelia van der (* 1639), niederländische Dichterin
- Veer, Cristobal Tapia de (* 1973), chilenisch-kanadischer Filmmusikkomponist
- Veer, Drikus (1918–2011), niederländischer Motorradrennfahrer
- Veer, Gerrit de, niederländischer Schiffszimmermann und Tagebuchschreiber
- Veer, Jan Evert (* 1950), niederländischer Wasserballspieler
- Veer, Jeroen van der (* 1947), niederländischer Manager, CEO der Royal Dutch Shell
- Veer, Laura J. van ’t (* 1957), niederländische Molekularbiologin
- Veer, Peter van der (* 1953), niederländischer Anthropologe
- Veer, Willem de (1857–1931), niederländischer Offizier
- Veera Musikapong (* 1948), thailändischer Politiker
- Veera, Vimala, US-amerikanische Schauspielerin
- Veeran, Raj (* 1985), australischer Badmintonspieler
- Veeran, Renuga (* 1986), australische Badmintonspielerin
- Veeraphol Sahaprom (* 1968), thailändischer Boxer im Bantamgewicht
- Veerappan, K. M. (1952–2004), indischer Verbrecher
- Veerawong Leksuntorn (* 1991), thailändischer Fußballspieler
- Veeren, Johan Frederik Wilhelm (1761–1821), niederländischer Oberstleutnant
- Veerhoff, Carlos (1926–2011), deutsch-argentinischer Komponist
- Veering, Klaas (* 1981), niederländischer Hockeyspieler
- Veering, Uno (* 1949), estnischer Jurist und Politiker
- Veerkamp, Ton (1933–2022), katholischer Theologe und evangelischer Pfarrer
- Veerman, Antoon (1916–1993), niederländischer Politiker, Mitglied der Zweiten Kammer der Generalstaaten und Staatssekretär
- Veerman, Cornélio (1908–1994), niederländischer Ordensgeistlicher, römisch-katholischer Prälat von Cametá
- Veerman, Henk (* 1991), niederländischer Fußballspieler
- Veerman, Joey (* 1998), niederländischer Fußballspieler
- Veerman, Piet (* 1943), niederländischer Sänger und Gitarrist
- Veeroos, Age (* 1973), estnische Komponistin
- Veerpalu, Andreas (* 1994), estnischer Skilangläufer
- Veerpalu, Andrus (* 1971), estnischer Skilangläufer
- Veerpalu, Anette (* 1996), estnische Skilangläuferin

### Vees
- Vées, Eugène (1915–1977), französischer Jazzgitarrist
- Vees, Sepp (1908–1989), deutscher Maler
- Veesenmayer, Edmund (1904–1977), nationalsozialistischer KriegsverbrecherEdmund Veesenmayer (1904–1977)

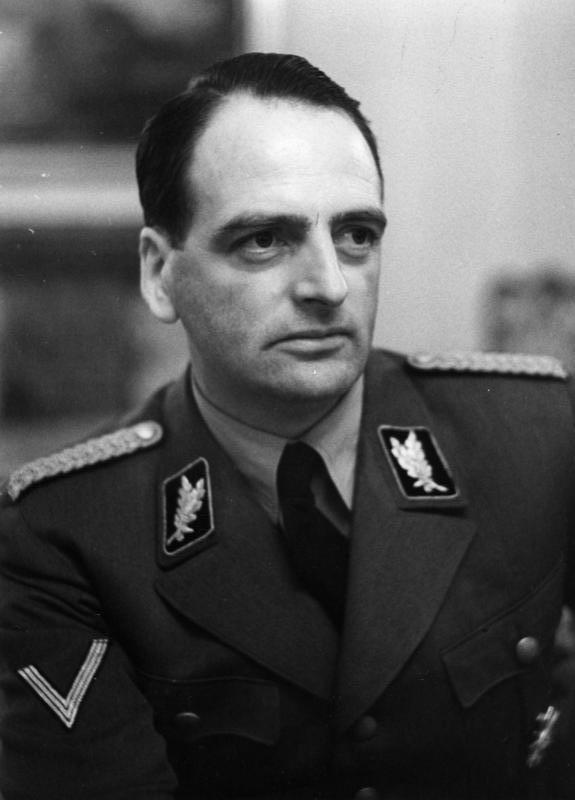
Edmund Veesenmayer (1904–1977)

- Veesenmeyer, Emil (1857–1944), deutscher Pfarrer an der Bergkirche in Wiesbaden und später Dekan
- Veeser, Kurt-Josef (1930–1994), deutscher Brigadegeneral des Heeres der Bundeswehr